# Milva (album 1965)
Milva è un album della cantante italiana Milva, pubblicato dall'etichetta discografica Cetra (numero di catalogo LPB 35029) nel 1965.

## Tracce
1. Matchiche / Ta ra ra bum di è
2. Il pesciolino
3. Tabarin
4. La diva dell'empire
5. Ninnolo
6. La java rossa
7. Ma pare un sogno
8. Sonny Boy
9. Johnny
10. New York
11. Simone
12. Pazza di me

Orchestra diretta da Gino Negri.